# Marcel Donon
Pour les articles homonymes, voir Donon (homonymie).
Denis dit « Marcel » Donon est un homme politique français né le 12 juin 1879 à Lurcy-le-Bourg (Nièvre) et mort le 17 août 1943 à Pithiviers (Loiret).

## Carrière politique
Denis Donon nait le 12 juin 1879 à Lurcy-le-Bourg de Pierre Donon, domestique, et Jeanne Jouvet. Marcel Donon entame sa carrière politique en devenant adjoint au maire d'Orléans à partir de 1912. À l'occasion des élections municipales françaises de 1919 qui ont lieu en novembre, il n'est pas reconduit dans ses fonctions municipales. 
En décembre de la même année, le conseiller général de Pithiviers, Georges Cochery décède et laisse par conséquent cette fonction vacante. Dépourvu de ses mandats orléanais, Marcel Donon se présente alors à sa succession est élu conseiller général du Loiret. L'année suivante, il est élu Sénateur du Loiret au troisième tour de scrutin. Il est réélu en 1924 à cette fonction parlementaire. 
Approfondissant son ancrage local, Il est élu maire de Pithiviers en 1925.
Il devient secrétaire du Sénat de 1929 à 1932. En 1933, il accède à un troisième mandat de sénateur ce qui lui permet de devenir président de la commission de l'Agriculture en 1936. Entretemps, il est élu président du Conseil général du Loiret.
La Seconde Guerre mondiale met un terme à sa carrière politique. Il est déchu par un arrêt préfectoral du 7 mars 1941 de sa fonction de maire de Pithiviers et décède en 1943 au sein de la ville à 64 ans.

## Sources
- « Marcel Donon », dans le Dictionnaire des parlementaires français (1889-1940), sous la direction de Jean Jolly, PUF, 1960 [détail de l’édition]